# Dimethylfosfit
Dimethylfosfit je organická sloučenina se vzorcem (CH3O)2P(O)H používaná díky reaktivitě vazby P-H na přípravu dalších organických sloučenin fosforu. Lze jej připravit reakcí methanolu s chloridem fosforitým nebo zahříváním diethylfosfitu v methanolu.